# Энтони, Рей
Рей Э́нтони (англ. Ray Anthony, 20 января 1922) — американский руководитель оркестра 1940-х — 1950-х годов. Тромпетист, последний оставшийся в живых участник оркестра Глена Миллера.
Энтони в общей сложности 2 года играл в оркестрах Глена Миллера и Джимми Дорси, потом в 1940-х годах собрал собственный оркестр (биг-бэнд). Среди его работ как композитора широко известна главная тема для телесериала 1950-х годов «Облава». Среди других примечательных записей оркестра Рея Энтони: заглавная тема сериала «Питер Ганн» (8 место в Billboard Hot 100 в 1959 году), комическая композиция «The Bunny Hop» и популярный сингл «Dancing in the Dark». В 1940-1950-х записал множество композиций с джазовым пианистом Эдди Хейвудом.
Также в 1950-е годы Энтони появлялся на экране в нескольких телесериалах и фильмах. В частности, он снялся в музыкальном фильме с Фредом Астером «Длинноногий папочка» (1955 год) (в роли самого себя, руководителя эстрадного оркестра).